# Jarne Van de Paar
Jarne Van de Paar (Balen, 23 oktober 2000) is een Belgisch wielrenner die sinds 2023 uitkomt voor de Belgische Lotto-wielerploeg.

## Carrière
Van de Paar is afkomstig uit Balen. Hij reed in de jeugd voor de lokale wielerclub Acrog-Balen BC en sloot zich in 2019, als eerstejaars belofte, aan bij de opleidingsploeg van Lotto-Soudal. 
In 2023 ging hij van start als prof bij Lotto Dstny, dat hem na vier seizoenen overhevelde vanuit hun opleidingsploeg. Eind januari behaalde hij zijn eerste podiumplaats: hij werd derde in de Trofeo Palma. In april won hij, in dienst van de opleidingsploeg, de tweede etappe in de Ronde van Loir-et-Cher. In het eindklassement werd hij vierde. Wel won hij het puntenklassement. In september behaalde hij zijn eerste profoverwinning toen hij in de tweede etappe van de Ronde van het Taihu-meer de massasprint won. In maart 2024 won Van de Paar de Grote Prijs Jean-Pierre Monseré.

## Overwinningen
2018
Puntenklassement Internationale Juniorendriedaagse
1e  etappe Ronde van Opper-Oostenrijk, Junioren
2021
Kemmel Koerse
Dwars door Wingene
2022
 Belgisch kampioen op de weg, Beloften
2023
2e etappe Ronde van Loir-et-Cher
Puntenklassement Ronde van Loir-et-Cher
2e etappe Ronde van het Taihu-meer
2024
Grote Prijs Jean-Pierre Monseré

## Ploegen
- 2023 −  Lotto Dstny
- 2024 –  Lotto Dstny
- 2025 –  Lotto

Adamietz · Beullens · Campenaerts · De Buyst · De Gendt · De Lie · Drizners · Eenkhoorn · Ewan · Frison · Grignard · Guarnieri · Kron · Livyns · Menten · Moniquet · Paasschens · Schwarzmann · Segaert (vanaf 24/2) · Selig · Sepúlveda · Slock · Sweeny · Van de Paar · Van Eetvelt · Van Gils · Van Moer · Vanhoucke (vanaf 15/8) · Vermeersch
Adamietz · Berckmoes · Beullens · Campenaerts · Currie · De Buyst · De Gendt · De Lie · Drizners · Eenkhoorn · Gregaard · Grignard · Guarnieri · Kron · Livyns · Menten · Moniquet · Paasschens · Segaert · Taminiaux · Sepúlveda · Slock · Vandenabeele · Van de Paar · Van Eetvelt · Van Gils · Van Moer · Vanhoucke · Vermeersch